# Sinister (Film)
Sinister (engl. „unheilvoll“, Langtitel: Sinister – Wenn Du ihn siehst, bist Du schon verloren) ist ein 2012 erschienener Horrorfilm des amerikanischen Regisseurs Scott Derrickson. Das Drehbuch stammt ebenfalls von Scott Derrickson sowie C. Robert Cargill. Die Premiere fand auf dem London FrightFest Film Festival am 26. August 2012 statt. Kinopremiere für Deutschland war der 22. November 2012. Die Fortsetzung Sinister 2 erschien am 21. August 2015.

## Handlung
Ellison Oswalt ist hauptberuflicher Schriftsteller, der sich auf Kriminalromane spezialisiert hat. Nach einer längeren Phase des Erfolges, durch die er sehr vermögend geworden ist, wird er nun von einer Schaffenskrise mit einhergehenden Finanzeinbrüchen geplagt. Dennoch zieht er mit seiner Frau Tracy, seinem Sohn Trevor und seiner Tochter Ashley in ein neues, großes Haus. Er verschweigt seiner Familie, dass sich in dem Haus vor vielen Jahren eine furchtbare Familientragödie ereignet hatte, bei der die jüngste Tochter namens Stephanie spurlos verschwand. Der Rest ihrer Familie war brutal ermordet worden: sämtliche Mitglieder wurden an einem Baum im Garten gehängt. Ellison möchte den Kriminalfall als Inspiration für ein neues Buch nutzen.
Kurz nach dem Einzug findet er auf dem Dachboden des Hauses eine Kiste, in der ein Super-8-Projektor und dazugehörige Filmrollen mit Beschriftungen eingepackt sind. Auf allen diesen Filmen sind zuerst heimliche Aufnahmen von scheinbar glücklichen Familien, jeweils mit Kindern, Mutter und Vater, zu sehen. Dann wechseln die Aufnahmen sprunghaft zu verstörenden Szenen, in denen die Familien auf grausame Weise ermordet werden – bis auf jeweils eins der Kinder. Wer die Taten begeht und filmt, geht aus dem Material zunächst nicht hervor. Bei seinen Recherchen, bei denen ihm später ein Deputy hilft, stößt er auf eine mysteriöse Gestalt mit einer Maske, die in jedem Film auftaucht und irgendwie mit den Familienmorden in Zusammenhang stehen muss. Die mysteriöse Gestalt lauert aber stets versteckt im Hintergrund und ist deshalb nicht leicht auszumachen. Ebenfalls ist in jedem Film ein okkultes Zeichen zu erkennen. 
Nachdem der Deputy Ellison vorschlägt, er solle einen Professor über die Zeichen befragen, findet Letzterer heraus, dass diese zu einem alten heidnischen Kult gehören. Dieser Kult betet einen sumerischen Dämon namens „Bughuul“ an, der sich von Kinderseelen ernährt. Hat man diesen Dämon einmal gesehen und dadurch dessen Begierden geweckt, kann man ihm nicht mehr entfliehen. Des Weiteren lebt dieser Dämon wohl in den Bildern und Aufzeichnungen, in denen er erscheint. Ellison findet den Super-8-Projektor mehrmals laufend in der Nacht vor, obwohl er diesen weggeschlossen hatte. Er hört außerdem Schritte auf dem Dachboden, findet dort eine giftige Otter und einen Skorpion und im Garten versperrt ihm plötzlich ein bedrohlicher Hund den Weg.
Unterdessen nehmen die Panikattacken, die albtraumhaften Visionen und das Schlafwandeln von Trevor zu. Einmal muss Ellison den Jungen nachts im Garten aus den Gebüschen holen und im Schockzustand zurück ins Haus bringen. Auch das Eheverhältnis zwischen Ellison und Tracy beginnt zu zerbrechen, weil Ellison sich zu sehr in seine Arbeit und Manuskriptvorbereitungen vertieft und die Familie mehr und mehr vernachlässigt. Der Ehestreit droht zu eskalieren, als Ellison seiner Frau von der ermordeten Vorgängerfamilie erzählt. Als er in einer Nacht voller mysteriöser Geräusche in seinem Haus auf dem Dachboden nachschaut, entdeckt er dort mehrere Kinder, die sich einen der Mordfälle anschauen. Es sind die nicht ermordeten Kinder der getöteten Familien. Sie drehen sich um, legen den Finger auf ihre Lippen und die unheimliche Gestalt (Bughuul) erscheint plötzlich vor Ellisons Gesicht. Nachdem dieser so erschrickt, dass er vom Dachboden stürzt, verbrennt er den Super-8-Projektor und die Filme und flieht mit seiner Familie noch in derselben Nacht in sein altes Haus, welches er noch nicht verkauft hatte.
Dort findet Ellison überraschend auf dem Dachboden die Kiste mit jenen Filmen und dem Super-8-Projektor vor, die er doch eigentlich verbrannt hatte. Im Gegensatz zu den vorherigen Filmrollen zeigen diese allerdings am Ende die jeweiligen Mörder. Es sind tatsächlich die vermeintlich verschont geglaubten Kinder selbst. Bei einem Telefongespräch mit dem Deputy erfährt er, dass jede der ermordeten Familien zuvor in einem Haus gelebt hatte, in der zuvor eine der anderen Familien ermordet wurde, und nun ist auch Ellison und seine Familie von einem dieser Häuser umgezogen. Nachdem Ellison dies hört, legt er auf und nimmt einen Schluck Kaffee, von dem er jedoch bewusstlos wird. Ashley hatte den Kaffee mit einer betäubenden Substanz präpariert. So erklärt sich, wie es Kindern gelingen konnte, ihre komplette Familien auszulöschen: Vergiftet und bewusstlos konnten sich die Opfer körperlich nicht mehr zur Wehr setzen. Nachdem Ellison aufwacht, sieht man, wie er, seine Frau und sein Sohn gefesselt und geknebelt im Wohnzimmer auf dem Boden liegen. Tochter Ashley starrt sie wie in Trance an und filmt sie mit einer Super-8-Kamera. Dann legt sie die Kamera so ab, dass diese weiterhin in Richtung Familie schaut, dann erschlägt Ashley Ellison, Tracy und Trevor kaltblütig mit einer Axt. 
In den letzten Aufnahmen sieht man, wie Bughuul aus den Filmen die Tochter in den laufenden Film des Mordes an ihrer eigenen Familie trägt. Die anderen Kinder folgen ihnen.

## Kritiken
„Ein überladener Horrorfilm, der seine Handlung mit Genre-Stereotypen vollstopft und überdies den wenigen originellen Ansätzen durch eine nervtötende Filmmusik den Garaus macht.“

„Wahrhaft furchteinflößender Gruselfilm, der trotz Found-Footage-Anleihen eher an ‚Shining‘ als an die ‚Paranormal-Activity‘-Reihe erinnert und bis zur letzten Sekunde konsequent unter die Haut geht.“

„Manches an diesem Film funktioniert nicht so ganz, zugegeben. […] Auch bricht, wie in vielen handlungsgetriebenen Horrorfilmen, die Anordnung kurz vor Schluss ziemlich gründlich zusammen. Ansonsten aber hält der Film die Balance zwischen Oswalts Investigation (in die sich bald ein lokaler Polizist einschaltet, der vom großartigen, unter anderem aus ‚The Wire‘ bekannten James Ransone gespielt wird) und zerdehnten, von einem hammerharten Elektroscore angepeitschten Terrorszenen, in die man als Zuschauer regelrecht eingespannt wird wie ein Filmstreifen in einen Projektor.“

„Die ungemein dichte Atmosphäre und ein engagierter Hauptdarsteller verhelfen Scott Derricksons Arbeit trotz einiger Schwächen zum durchaus potenten Kinoschocker“